# 聖騎士之戰系列
聖騎士之戰（中国大陆和香港又译作）是1998年首次發行的一款由亞克系統所開發的格鬥遊戲系列，第一部作品是亞克系統於1998年5月14日發佈的《聖騎士之戰》，後續作品的發行商為飒美。2005年10月，颯美併購日本世嘉公司之後將遊戲相關的事業轉移到世嘉旗下，2011年5月26日亞克系統拿回遊戲版權。

## 故事背景
這裡介紹的是系列初代以前的故事背景。
1945年，二战结束，联合国成立，终战管理局成立。
21世纪初，人类將能够產生無限能源的“法力”成功地理論化，科学时代结束了。终战管理局在世界范围内没收并销毁了人类用科学制造的武器。
不久，在一次意外的实验中，人类发现了一种能夠寄生在生物身上、让宿主可以轻易地運用法力的細胞。它被命名为“GEAR细胞”。它的发现者的名字被完全抹消。
很快，科学家“那个男人”（That Man）(真名:飛鳥=R=庫洛茲)以“强化人类”为目的开始了“GEAR计划”的实施，这项计划在当时是严格的机密。实验在动物身上取得了成功。
2016年，第一号人类实验体費德烈（Frederick）在实验中逃离，包括“那个男人”之内全体实验室研究员也销声匿迹，GEAR计划似乎暂时中断。实际上这个计划还在秘密地进行，并对人类少女“雅莉亞”成功地进行改造。
2073年，在某先进国家的暗中支持下，“那个男人”(飛鳥=R=庫洛茲)创造出第一个完全顺从人类的GEAR完全体(即雅莉亞，正義素体)。这个先进国家企图独占GEAR、将其力量运用在军事上而压制他国。但就在这时，拥有自我意识与强大力量的GEAR首领“正義”带领着全世界的GEAR向人类宣战。
在此之前，費德烈察觉“那个男人”(真名:飛鳥=R=庫洛茲)的计划，他着手开发对抗GEAR的最终兵器“OUTRAGE”。但是其力量过于强大，不得不分为八种武器，称为“神器”。目前已知的神器有“封炎剑”“封雷剑”“绝扇”“闪牙”“益驾”以及“湖上白”，其余两件不明。
2074年，GEAR发动突袭。它们首先攻击的目标是以日本为中心的亚洲地区，正義以究极的破坏魔法“默示录”使全日本以及部分朝鲜半岛从世界上消失。
不久，人类赌上自己生存的契机，团结人类中的精英组成了“圣骑士团”，开始长达百年的“圣战”。“封炎剑”和“封雷剑”在圣战中由圣骑士团保管使用。
2099年，当时还是个小孩子的克里夫在GEAR的袭击中被費德烈拯救，費德烈的英姿给他留下了不可磨灭的印象。
2172年，已成为圣骑士团团长的克里夫再次见到費德烈，此时他已改名为索爾。索爾加入了圣骑士团，但并不欣赏圣骑士团的规章制度。不久，克里夫把“封炎剑”交给索爾，索爾离开圣骑士团。
2175年，索爾打倒覺醒型態的正義，百年圣战完结。正義被圣骑士团封印，全世界的GEAR失去指挥，被人类击败。人类终于赢得宝贵的和平。圣騎士團隨即解散。
2180年，封印開始動搖。爲準備對抗JUSTICE的復歸，聯合國決定召開“第二次圣騎士團選拔大會”。似乎太希望出現強者，大會允許殺手、盜賊、精神病患者等人參與，并允許在比試的過程中殺死對手。大會進行到尾聲時，人們才發覺這是GEAR“聖約”設下的圈套。利用在大會上收集的力量與鮮血，聖約解開封印......

## 游戏背景

### 世界观
21世紀，科學被更加便利、高效的“法力”取代，然而人與人、國與國之間利用法力進行的亂戰愈演愈烈。終於，人類創造能夠使用法力的生物兵器“GEAR”。某個先進國家企圖用GEAR稱霸世界。然而GEAR在它們的首領“正義”率領下發起反人類戰爭。人類迅速成立“圣騎士團”，人類與GEAR的百年“圣戰”開始。22世紀，圣戰以人類的勝利告終，GEAR停止了活動。然而，看似和平的世界上充滿危機。不久，GEAR的活動開始恢復......

## 游戏系统

### 画面
人物與場景均為二維貼圖，視角深度隨人物運動自動調整。每秒60幀，采用32位真彩色、像素渲染、垂直同步。使用豐富的光影表現特殊招式與擊打效果。

### 音效
配樂主要由系列總監石渡太輔創作，戰鬥BGM是節奏強烈的搖滾音樂，過關音樂則輕柔中略帶傷感。除家用機版GGXX SLASH的JUSTICE外，所有出場角色的對戰語音及故事模式全程均由聲優配音。石渡太輔多次親自為Sol和Order-Sol配音。
音效則採用具有動畫感、相對誇張的風格。

### 操作
於XX系列的街機版本訂下採用八方向控制移動，P、K、S、HS四個攻擊鍵，一個D鍵，一個Respect鍵的基本操作方式。利用方向與按鍵的配合，可以實現高度自由的移動和複雜而流暢的連續技。

### 系統專有名詞
Tension Gauge
即能量值或是俗稱的氣條，簡稱為"TG"，由画面下方的有標示"TENSION"的計量表表示。许多行动要消耗TG，TG最大值為10000，用量表的長度與顏色直觀地表示當前的TG量。做出积极行动会使TG儲存量增加。
Negative Penalty
长期采取消极行动将使TG計量表上出现DANGER字样，这时继续采取消极行动的话,就会出现消极惩罚，TG被清空，一段时间内不能回复TG，且角色容易被打晕。
Guard Balance
即防禦平衡，直觀地表達當前受到攻擊時的修正情況。防禦攻擊時增長，受到攻擊時減少，平時則趨近初始值。在新作「GuiltyGear Xrd -SIGN-」以降的作品中移除，取而代之的是被稱作「R.I.S.C」的計量表。
Psych Burst
角色体力值旁的BURST文字即BURST計量表，BURST值在每一场賽局开始时全满，随时间流逝和自身受攻击而回复，其残量会带到下回合（TG残量和GB残量则不会）。BURST計量表全满且不打叉时可发动BURST攻击。BURST攻击分2种，在通常状态下发动的闪金光，在硬直状态下发动的闪蓝光，两种BURST的性能不同。BURST攻击进行中角色对打击无敌。在一些特定情况下BURST圖示會打红叉。「GuiltyGear Xrd -REVALATOR-」以降的作品追加消耗掉BURST計量表，來施展不同動作的系統。
- GuiltyGear Xrd REV2 追加的Burst量表系統

Burst覺醒必殺技：消耗100%的Burst量表，使特定覺醒必殺技變成威力與傷害保證更高的版本。Burst覺醒必殺技如果成功命中對手的話，可以回收30%的Burst量表。目前僅於Xrd REV2中實裝。
- GuiltyGear -STRIVE- 追加的Burst量表系統

於遊戲第三季追加
Wild Assault：消耗50%的Burst量表，使出向角色前方快速突進的招式，可以藉由蓄力來提升招式性能。不同角色都擁有對應該角色性能的不同類性Wild Assault。
Deflect Shield：消耗50%的Burst量表，使出無視下段和中段攻擊的完全防禦動作，當對手的攻擊命中時會被推開。
Roman Cancel(浪漫取消，簡稱為RC)
本系列的特色系統之一，造就了本系列可以施展多樣化連段、攻防技巧的獨特遊戲體驗。
- Guilty Gear Accent Core Plus(含)之前的設定

攻击命中对手或被对手防御时,按下D以外3个通常攻击键,可发动RC,取消硬直。RC伴有红光，消耗50%TG，攻击挥空时不能夠使用。
另外有一種RC是施展特定技後於特定時間輸入指令，被稱作「False Roman Cancel(簡稱為FRC)」。特效為藍色，只需消耗25%TG，即使攻擊揮空也能夠使用。
- GuiltyGear Xrd 的設定

追加了除發動RC者之外所有遊戲速度都減緩的特性，但是一旦對手被攻擊擊中即會強制結束遊戲速度減緩的狀態。
另外，在三種不同條件中使用會有不同的效果，而分為三類，一般分別稱為「紅RC」、「黃RC」和「紫RC」。
紅RC：同上述的一般RC描述，跟以往系統的RC沒有明顯差異，由於特效為紅色，一般稱為「紅RC」。
黃RC：特性接近「False Roman Cancel」，在沒有施展特定動作、使用特定通常技、特殊技和必殺技空振之後的特定時間點內、尚未發生攻擊判定時或是在飛道具類攻擊擊中對方前，可以使用。消耗25%TG，特效為黃色，遊戲速度減緩的持續時間最短，一般稱為「黃RC」。
紫RC：部份必殺技在揮空後的特定時間點可以使用，特效為紫色，消耗50%TG，但是發生速度比一般RC還要慢，一般稱為「紫RC」。
- GuiltyGear -STRIVE-的設定

跟Xrd的RC一樣有減緩遊戲速度的特性，但減緩遊戲速動的性必須要RC特效有觸碰到對手才會產生，另外新增了可附加移動指令進行小幅度移動、可以用指令取消的特性，其餘的詳細特性將於各種RC的介紹中說明。
紅色RC：與以往系統的紅色特效RC特性相近，特效為紅色，消耗50%TG。多了施展時會產生擊飛判定的特性，可以使對手原本不易追擊的擊飛狀態，變成比較容易追擊的擊飛狀態；可以在特定的時間點輸入指令，取消掉產生擊飛判定的特性。
藍色RC：角色在沒有攻擊、受擊的情況下可以使用，特效為藍色，消耗50%TG。在作用期間，對方即使遭受攻擊也不會強制結束遊戲速度減緩的狀態，讓操作者可以施展出原本不容易施展的連段。
紫色RC：攻擊已發動但尚未擊中、攻擊揮空或擊中對方稍晚一點時可以使用，特效為紫色，消耗50%TG。可以用於施展與飛道具同時進攻的戰術，或用來取消攻擊的硬直與破綻。
黃色RC：在防禦對手攻擊的防禦硬直中可以使用，特效為黃色，消耗50%TG，無法附加移動指令進行移動。發動時會產生攻擊判定擊退對手，基本的運用概念跟下文的「DEAD ANGLE ATTACK」相近。
FAULTLESS DEFANCE(簡稱為FD)
方向后(4/1)和D以外两个通常攻击键同时按下来发动。使用FD将不会受到必杀技的擦伤并能将对手弹开较大的距离,在空中使用可以防御原本不能在空中防御的技能。FD还能防止GB增长，并能取消DASH和部分攻击。但是使用FD将持续消耗TG，其防御硬直也比一般防御的大，使用FD防御住攻击后还会根据攻击等级消耗一定量的TG。  
DEAD ANGLE ATTACK(簡稱DAA)
一般稱作死角攻击，是一種防禦反擊技。在防御硬直中输入方向前(6)并按下D以外2个通常攻击键来发动。属于通常攻击。消耗50%TG。发动时全身无敌，以后有无敌时间，可以用来打断对手的压制。DAA无法把对手的HP打成0
DANGER TIME
「GuiltyGear Xrd -SIGN-」以降新增的遊戲系統。在雙方角色攻擊相殺之後，會有一定機率發生。在短暫倒數之後，會有一段時間雙方角色的攻擊力上升，且所有反擊都更改為受擊硬直較大的致命反擊(Mortal Counter)。
其他系統中的專用名詞
在此簡介與其他遊戲概念相近單是稱呼獨特的名詞，與一些相較簡單的專有名詞條目
- 覺醒必殺技(Over Drive)

一般俗稱的超必殺技，消耗50%TG使出高威力或是擁有強力特殊性能的必殺技。
- 一擊必殺技(Install Kill)

可以無視對手剩餘的體力多寡，一擊打倒對手的必殺技。於STRIVE移除。
- 踉蹌(よろけ)

特殊的站立受擊硬直，比一般的受擊硬直還要長，且被視為可以用更多方法追擊的狀態。可以利用連續按壓按鍵來提前解除。

### 家用機版名詞
Mission模式
GGXX系列家用机版/PC版的游戏模式，玩家按照预先设定的任务要求完成特定的对战任务。
M.O.M模式
GGXX系列家用机版/PC版的游戏模式，玩家连续挑战所有CPU及1位BOSS，战斗中能够得到奖励分数和回复生命，局与局之间不会回复生命。
GG/GGX Mode
GGXX系列家用机版/PC版的系统，允许玩家使用接近GG/GGX的游戏系统。例如GG MODE下不能使用FD，GGX MODE下可以使用FCD。
EX 角色
家用机版/PC版的系统，可以使用性能变化的角色。
SP 角色 
家用机版/PC版的系统，可以使用特殊颜色的角色。其中黑色的角色的TG无限，金色的角色能力大幅度增强。
Boost模式
指GG ISUKA的G.G.BOOST游戏模式，是横向卷轴清版过关的类型。
Robo-Ky Factory模式
是GG ISUKA的一个养成系统，可以按照自己的意愿调整机器人角色Robo-Ky Mk.II的性能。

## 發展历史
系列作品：
| 遊戲名稱                     | 對應平台                  |
| ---------------------------- | ------------------------- |
| Guilty Gear                  | PS                        |
| Guilty Gear X                | AC、DC、PC                |
| Guilty Gear X 1.5            | AC                        |
| Guilty Gear X Plus           | PS2                       |
| Guilty Gear Petit            | WSC                       |
| Guilty Gear Petit2           | WSC                       |
| Guilty Gear X Advance        | GBA                       |
| Guilty Gear XX               | AC、PS2                   |
| Guilty Gear XX #Reload       | AC、PS2、PSP、XBOX、PC    |
| Guilty Gear Isuka            | AC、PS2、XBOX、PC         |
| Guilty Gear Slash            | AC、PS2                   |
| Guilty Gear Dust Strikers    | NDS                       |
| Guilty Gear Judgment         | PSP                       |
| Guilty Gear Accent Core      | AC、PS2、Wii              |
| Guilty Gear Accent Core Plus | PS2、Wii、PSP             |
| Guilty Gear 2 Overture       | Xbox360、PC               |
| Guilty Gear Xrd -SIGN-       | AC、PS3、PS4、PC          |
| Guilty Gear Xrd -REVALATOR-  | AC、PS3、PS4、PC          |
| Guilty Gear Xrd Rev 2        | AC、PS3、PS4、PC          |
| Guilty Gear STRIVE           | PS4、PS5、PC、XSX\|S、XB1 |

### Guilty Gear（GG初代）
系列作品的原點,也是唯一只有家用機版的作品，平臺是PS。画面粗糙，系统不注重平衡，是實驗性質的作品。
- 確立了P、K、S、HS四個攻擊鍵的基本设定。確立了用4+HS/6+HS發動投技的設定。
- 有着二段跳跃、前衝（DASH）、疾退（BACK STEP）、空中衝刺的設定。空中移動時需要手動轉身。
- 有着“敬意”和“挑釁”的设定，敬意键能够用来进行必殺技蓄力，蓄力可以提升必殺技的等級，高等級必杀技的判定和威力均极大。
- 有着在防禦中消耗能量進行反擊的DAA系統，指令是6K，消耗全部能量。
- 有着可以轻易进行空中連擊的DUST系统，指令是S+HS。
- 有着消耗全部能量来发动的觉醒必杀技系统。觉醒必杀技的威力都很强。
- 有着用跳跃取消普通技的硬直的JC系统，所有普通技都能JC。
- 生命值有2条血槽，剩余1条以下时，可以在能量不满的情况下发动觉醒必杀技。
- 防禦硬直可以用必殺技取消。直前防禦成功或用P+K击中对手就能按下236+攻擊發動“殺界”，而對手可以按下214+攻擊來迴避。
- 人物強度差距極大，平衡性崩坏。游戏難度不能調整。做為BOSS的Testament与Justice十分強力，許多玩家無法通關。

在#Reload~Isuka發售的時間里，本作曾被官方(Sammy)刻意忽略過，當時一切的網路介紹、文字宣传及攻略本都未提及這系列的始祖，直到2007年才重新被提起并提供PS3网络下载。
- 故事時間為2180年

### Guilty Gear X（GGX）
系列作品的進化，是這一系列登陸街機的開始，由Sammy發行。
- 追加數名新角色,刪除了Justice與Kliff（DC的家用版則做為隱藏角色）。
- 可以選用BOSS角色Testament与Dizzy。
- 血槽只有1条。
- 增加了直观的防御平衡槽，可以方便地看到攻击修正的情况。
- 倒地追打2段以上不能受身。
- 空中运动自动转向。
- 减少了能够JC的普通技。
- 敬意键和挑衅键合并为RESPECT键。按下R发动挑衅，按下6+R发动敬意。删除了必杀技蓄力系统。
- Tension Gauge（TG）的计算方法系统化，增加消极处罚。
- 將DAA的消耗改為一半TG，指令改为6+P+K。
- 增加了Faultless Defence(FD)，把殺界改為一場限用一回且必須拿氣條作為交換的一擊必殺系統，增加了使用半條氣進行硬直取消的Roman Cancel等。
- FD可以取消普通技，支持DASH提前输入，衍生出FCD。
- DC的家用版追加了SP模式和GG-MODE。

仍有角色不平衡等問題存在，但這作已经確立了系列作品的特色，打下了日後大紅大紫的基礎。
- 故事時間為正義身亡後的2181年

### Guilty Gear X Plus（GGX+）
PS2上的家用版本，首創了故事模式等家用機版專有的系統。

### Guilty Gear X 1.5（GGX1.5）
ATOMISWAVE基板剛推出時的實驗作品。加入了燕穿牙等GGXX時代的招式，強化Boss Stage的開場，調整整體的平衡。
當時是爲了推銷基板而向海外市場推出，一些不明就裡的中国大陆電玩店在訂購系列最新作時誤訂購此作，影響了系列在中国大陆的推廣。

### Guilty Gear Petit、Guilty Gear Petit2
以上兩款為WonderSwan/WonderSwan Color上出的Q版GG格鬥遊戲，增加原創角色小護士法妮，但之後本傳系列法妮沒登場。

### Guilty Gear X Advance（GBA版）
在GameBoyAdvance上推出的GGX，雖然畫面縮水但系統移植度高，手感忠實原作。

### Guilty Gear XX（GGXX無印）
系列作正統第三彈,增加了四名新角色,招式大幅變更，平衡性大幅修正。
- Dust攻擊獨立成為D鍵，新增BURST槽及Psych Burst系統。
- 增加了消耗1/4氣條取消特定招式的“False Roman Cancel”(FRC)
- PS2家用版增加了獨特的角色ROBO-KY，通稱“無印ROBO”，性能與之後版本中的同一角色大不相同。

平衡性和遊戲性較GGX有較大提高，人氣也繼續增長，確立了系列在2D格鬥遊戲界的地位。

### Guilty Gear XX #Reload（GGXX#R）
最初發行時，標題的#Reload為紅色字體，通稱“紅R”。該版本存在大量BUG，最後全體回收,重新製作的版本中#Reload字樣改為藍色,通稱“青R”。
青R在無印的基礎上修改了性能，追加了新角色ROBO-KY，平衡性進一步完善。界面的美工做了調整，更加美觀。
- PS2版青R的故事模式因为内容存在成人要素而被刪除。
- XBOX360版可以聯機對戰，但对網絡要求較高。
- PC版由Media Kite发行，本身不能聯機對戰，但有以186先生為首的民间人士製作的聯機對戰補丁。因为能夠網戰，PC版#R至今还活跃在中国、欧美及日本許多地方。

### Guilty Gear Isuka（GG ISUKA）
支持最多4人同時對戰的二线型異色作品。增加新角色A.B.A，ROBO-KY被刪除。
- 需要手动轉身、手动換線，同時考慮轉身攻擊、換線攻擊等複雜繁瑣的操作造成手感不佳以及對決時2或3(電腦)打1(玩家)成不公平場面使其影響遊玩體驗。
- 最終BOSS角色無受創硬直，下半身無受創判定，攻擊判定超大，FD無視段位等设定使本作是各種平衡不佳的作品。
- 街機版使用當時流行的插卡系統，2008年11月30日才停止支持卡片。
- 家用機版和PC版ISUKA重新加入Robo-Ky Mk.II，有着可以為ROBO-KY2自由編輯各種幽默必殺技的RKII工厂、橫向捲軸過關系統的G.G.Boost模式、颜色編輯等有趣的内容。PC版由Cyber Front发行。

### Guilty Gear XX Slash（GGXX SLASH）
本作確定了A.B.A的血袋變身系統，新增角色ORDER-Sol，調整平衡性。
- 由於招式判定次序和FD指令判定的修正，FD附加投的時機要求提高。
- 系統微調，招式確認變得更加容易。
- 飛行道具附加的巨大HITSTOP和GB增長導致新的平衡問題，擁有發生迅速的LV5飛行道具的角色Ky Kiske一跃成为最安定的強角色。
- 由於作者設定的故事含有成人要素，家用機版沒有故事模式。

### Guilty Gear Dust Strikers
平臺是NDS，在橫跨上下螢幕的4層舞台中允許最多4人參與的亂鬥遊戲。由Majesco公司出品。
- 收錄了除A.B.A、ORDER-Sol、KLIFF、JUSTICE以外21名系列登場角色，保留系列多樣化的招式與必殺技，並加入「Item（法石）」系統。
- 收錄了7種使用觸控筆遊玩的趣味小遊戲，遊玩過程中還可以取得各種新必殺技來強化Robo-Ky。
- 具有多種遊玩模式與內容，包括主軸的主要故事模式、依照規則挑戰電腦角色的大混戰模式、最多4人參與的對戰模式、單挑的挑戰模式、可培育自創角色的ROBO-KY工廠以及小遊戲等，包含本編以及小遊戲等部分都支持Wi-Fi連線功能。

### Guilty Gear Judgment
發售在PSP平臺上的一款類似于Isuka的GGB模式的2D橫板過關作品。由Majesco公司出品。
- 自動轉身，大幅簡化了出招操作，同時豐富了遊戲道具。
- 支持多人Wi-Fi連線作戰。
- 有日美版本之分，美版捆綁附帶青R復刻版，日版捆綁附帶Slash復刻版。

### Guilty Gear XX Accent Core（GGXX AC）
系列的新銳，无新人物登场，招式性能大幅修改，人物平衡變化。
- 加入了新的受創狀態：貼墻状态、滑地狀態。
- 新增Slash Back系统和拆投系统。
- 新增耗费1/4TG的Force Break必殺技，某些人物有FB派生超必杀技。
- 日版GGXXAC的BUG很多，導致回收。

### Guilty Gear XX Accent Core PLUS（GGXX AC+）
由於家用機平臺的GGXXAC的BUG過多而發布的修正版本，增加了新的劇情模式，改變了生存模式的系統，EX角色的性能大幅調整。
- 增加GGG-MODE和EXTRA模式。
- KLIFF和JUSTICE再度做為隱藏角色，性能調整，并追加了全新的FB技，使兩位古老的隱藏角色仍擁有無以匹敵的實力。

### Guilty Gear 2 Overture
- 系列第一次登陸XBOX360的作品
- 是一款带有即時戰略元素的3D動作遊戲
- 時間軸上與GGXX整合，官方稱GGXX是外傳，GG2才是GG的正統續作，故事時間為GGX(含GGXX)數年後的2186年
- 可使用包含索爾和凱伊的6名角色(除索爾和凱伊外，飯鋼、帕拉戴姆、辛、雷文後於Xrd登場，辛、雷文於Xrd系列為可操作角色)
- 劇情中雷文和那個男人(飛鳥)登場，可以和他們對戰
- 加入大量新效果
- 起初網絡流傳用某種方法可以使用雷文，后来官方提供付费下载内容，可解锁并使用他。

### Guilty Gear Xrd -SIGN-
- 系列首次登陸PS4的作品
- 故事時間為GG2以後的2187年10月21日至27日，家機故事模式時間從拉姆雷薩爾被逮捕後的10月28日起至11月4日為止

### Guilty Gear Xrd -Revelator-
- 本作品是Xrd-SIGN-的第二版本。(正式發佈於2014年12月4日在PS3和PS4平台上。)
- 本作品內容及角色皆有額外擴充。家機故事模式時間接續第一部結束的11月4日起，也是最後一部。

### Guilty Gear Xrd Rev 2
- 本作品是Xrd-Revelator-後的第三版本，同時是Xrd系列最後版本。
- 追加梅喧、安薩共25名角色，新增外傳後日談故事模式，並分為A、B、C共三章節。

### Guilty Gear STRIVE
- 官方繁體中文名為《聖騎士之戰 -奮戰-》
- 原定2020年秋季於PS4平台發售，因疫情及系統調整等原因延期於2021年4月9日發售並登入PS5與PS4、PC平台。但因調整線上對戰環境與伺服器品質而再延期於6月11日。
- 游戏于2022年9月中旬宣布追加登陆Xbox平台，并于次年3月7日正式发售。
- GG系列最終作，索爾與飛鳥的因緣就此畫下句點。
- 取消歷代系列的一擊必殺技。
- 追加名殘雪、喬凡娜、黃金路易斯・狄金森、哈毘・卡歐斯共22位角色

## 反映
此游戏的画面华丽程度在2D格斗游戏中十分突出，平衡性和游戏性也十分出色，多年来一直作为著名的电子竞技赛事鬥劇的保留项目。
- 系列在日本有著很高的評價與投幣率。
- PSP復刻版GGXX#R曾獲日本著名遊戲雜志《週刊ファミ通》黃金殿堂評價。
- 系列已有較長時間未推出新作，一些玩家覺得“不會再出新作了”。但是製作公司近來的主要工作放在《蒼翼默示錄》系列的製作上，官方也沒有明確表示會不會推出新作。
- 在長時間的醞釀後，官方終於推出了最新作品《聖騎士之戰 Xrd -SIGN-》。並為系列作首次採用全3D技術，畫面極為精美，且正式邁入了HD解析度時代。

## 關聯作品
- 罪惡裝備主題電腦桌面集
- 罪惡裝備主題PS2搖桿
- 背景音樂集
- 广播剧：《ギルティギアゼクス ドラマCD Vol.1～2》《ギルティギア イグゼクス ドラマCD RED，BLACK》《ギルティギア イグゼクス　ドラマCD ナイト・オブ・ナイブズVol.1～3》
- 小說：《胡蝶の疾風》《白銀の迅雷》
- 漫畫：《Guilty Gear Xtra》
- 石渡太輔畫集
- 專門雜誌《ギルティギアマガジン》
- 手機遊戲《第七史詩》合作角色
- 手機遊戲《#コンパス》合作角色
- 手機遊戲《時空幻境：鏡光傳奇》合作角色與合作服裝

## 外部連結
- 官方网站（日語）